# Pacte fédéral
Ne doit pas être confondu avec Serment du Grütli.
Pour le pacte de 1815, voir Pacte fédéral de 1815.

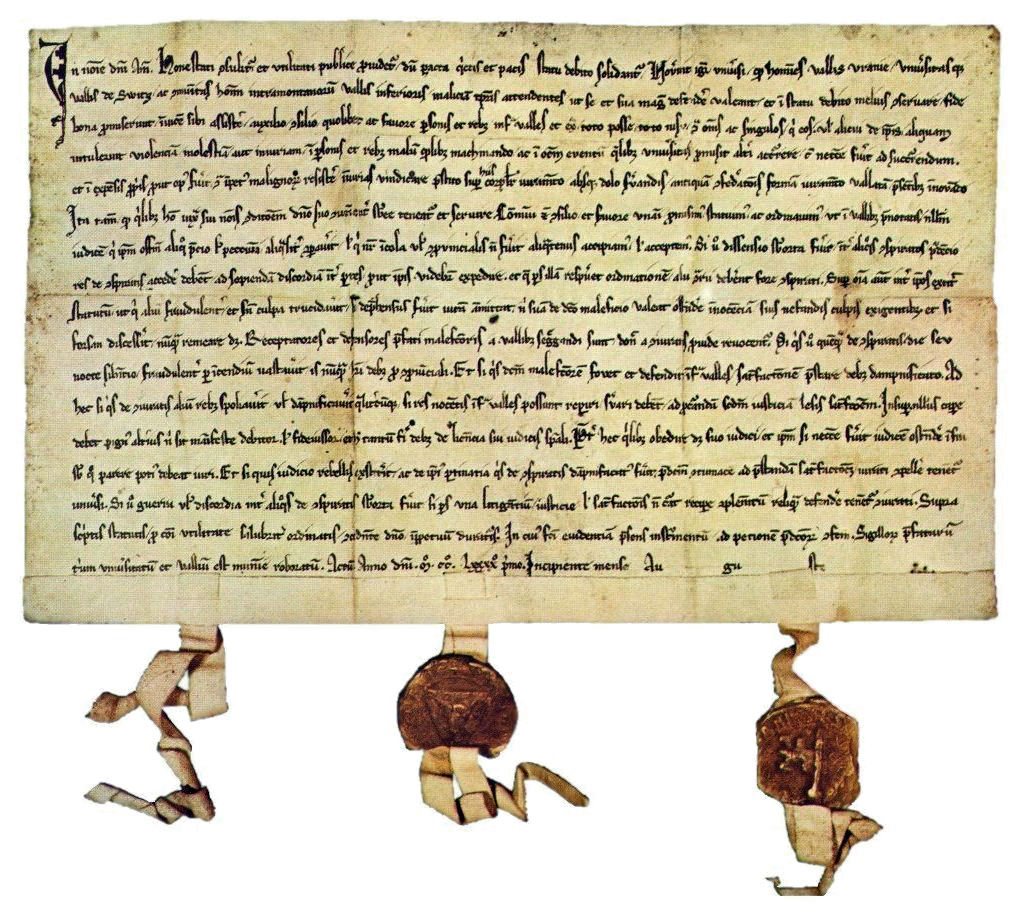
Le Pacte fédéral d'août 1291.

Le Pacte fédéral, ou Pacte de 1291, fut choisi en 1891 comme pacte fondateur de la Suisse. Ce document étant daté de début août 1291, (la date exacte est inconnue), la Fête nationale suisse a été placée symboliquement le 1er août.
Ce pacte renouvelle une alliance précédente, qui ne nous est pas parvenue, à caractère juridique et défensif, conclue par les représentants des vallées correspondant aux trois cantons primitifs : Uri, Schwytz et Nidwald. Il fut oublié des siècles durant, pour être redécouvert dans la tour des archives de Schwyz lors d’un inventaire effectué en 1758. Johann Heinrich Gleser publia sa version latine originale en 1760. Sur les trois exemplaires originaux, seul celui de Schwyz a survécu, et est conservé actuellement au musée des chartes fédérales à Schwytz.
Le pacte fédéral historique est associé dans l’imaginaire helvétique au mythique Serment du Grütli. Cependant, aucune valeur fondatrice ne lui a été donnée avant la fin du XIXe siècle, l’apparition du nationalisme, et la décision d’organiser une Fête nationale. Avant 1891, le pacte de Brunnen (1315) était généralement considéré comme l’acte fondateur de la Suisse.

## Contenu du pacte
Il jure une alliance éternelle entre ses signataires contre tout agresseur. Il fut conclu par les représentants des trois cantons primitifs. La version originale est en latin.
Ce pacte enregistre un accord qui n’est pas le premier puisque le troisième paragraphe indique clairement qu’il s’agit du renouvellement d’un accord antérieur — le pacte originel est aujourd’hui perdu — dont on ne sait pas grand-chose, conclu quelque temps auparavant entre les mêmes trois cantons : « renouvelant par le présent traité le texte de l’ancien pacte ». 

### Texte original en latin
« In nomine Domini amen. Honestati consulitur et utilitati publice providetur, dum pacta quietis et pacis statu debito solidantur. Noverint igitur universi, quod homines vallis Uranie universitasque vallis de Switz ac communitas hominum Intramontanorum Vallis Inferioris maliciam temporis attendentes, ut se et sua magis defendere valeant et in statu debito melius conservare, fide bona promiserunt invicem sibi assistere auxilio, consilio quolibet ac favore, personis et rebus, infra valles et extra, toto posse, toto nisu contra omnes ac singulos, qui eis vel alicui de ipsis aliquam intulerint violenciam, molestiam aut iniuriam in personis et rebus malum quodlibet machinando. Ac in omnem eventum quelibet universitas promisit alteri accurrere, cum necesse fuerit, ad succurrendum et in expensis propriis, prout opus fuerit, contra impetus malignorum resistere, iniurias vindicare, prestito super hiis corporaliter iuramento absque dolo servandis antiquam confederationis formam iuramento vallatam presentibus innovando. Ita tamen, quod quilibet homo iuxta sui nominis conditionem domino suo convenienter subesse teneatur et servire. Communi etiam consilio et favore unanimi promisimus, statuimus ac ordinavimus, ut in vallibus prenotatis nullum iudicem, qui ipsum officium aliquo precio vel peccunia aliqualiter comparaverit vel qui noster incola vel conprovincialis non fuerit, aliquatenus accipiamus vel acceptamus. Si vero dissensio suborta fuerit inter aliquos conspiratos, prudenciores de conspiratis accedere debent ad sopiendam discordiam inter partes, prout ipsis videbitur expedire, et que pars illam respueret ordinationem, alii contrarii deberent fore conspirati. Super omnia autem inter ipsos extitit statutum, ut, qui alium fraudulenter et sine culpa trucidaverit, si deprehensus fuerit, vitam ammittat, nisi suam de dicto maleficio valeat ostendere innocenciam, suis nefandis culpis exigentibus, et si forsan discesserit, numquam remeare debet. Receptatores et defensores prefati malefactoris a vallibus segregandi sunt, donec a coniuratis provide revocentur. Si quis vero quemquam de conspiratis die seu nocte silentio fraudulenter per incendium vastaverit, is numquam haberi debet pro conprovinciali. Et si quis dictum malefactorem fovet et defendit infra valles, satisfactionem prestare debet dampnificato. Ad hec si quis de coniuratis alium rebus spoliaverit vel dampnificaverit qualitercumque, si res nocentis infra valles possunt reperiri, servari debent ad procurandam secundum iusticiam lesis satisfactionem. Insuper nullus capere debet pignus alterius, nisi sit manifeste debitor vel fideiussor, et hoc tantum fieri debet de licencia sui iudicis speciali. Preter hec quilibet obedire debet suo iudici et ipsum, si necesse fuerit, iudicem ostendere infra [valles], sub quo parere potius debeat iuri. Et si quis iudicio rebellis exstiterit ac de ipsius pertinatia quis de conspiratis dampnif[i]catus fuerit, predictum contumacem ad prestandam satisfactionem iurati conpellere tenentur universi. Si vero guerra vel discordia inter aliquos de conspiratis suborta fuerit, si pars una litigantium iusticie vel satisfactionis non curat recipere complementum, reliquam defendere tenentur coniurati. Suprascriptis statutis pro communi utilitate salubriter ordinatis concedente domino in perpetuum duraturis. In cuius facti evidentiam presens instrumentum ad peti[ci]onem predictorum confectum sigillorum prefatarum trium universitatum et vallium est munimine roboratum. »

— Actum anno Domini m° cc° lxxxx° primo, incipiente mense augusto.

### Traduction française
« Au nom du Seigneur, amen. C’est accomplir une action honorable et profitable au bien public que de confirmer, selon les formes consacrées, les mesures prises en vue de la sécurité et de la paix. — Que chacun sache donc que, considérant la malice des temps et pour être mieux à même de défendre et maintenir dans leur intégrité leurs vies et leurs biens, les gens de la vallée d’Uri, la Landsgemeinde de la vallée de Schwytz et celle des gens de la vallée inférieure d'Unterwald se sont engagés, sous serment pris en toute bonne foi, à se prêter les uns aux autres n’importe quels secours, appui et assistance, de tout leur pouvoir et de tous leurs efforts, sans ménager ni leurs vies ni leurs biens, dans leurs vallées et au dehors, contre celui et contre tous ceux qui, par n’importe quel acte hostile, attenteraient à leurs personnes ou à leurs biens (ou à un seul d’entre eux), les attaqueraient ou leur causeraient quelque dommage. Quoi qu’il arrive, chacune des communautés promet à l’autre d’accourir à son secours en cas de nécessité, à ses propres frais, et de l’aider autant qu’il le faudra pour résister à l’agression des méchants et imposer réparation du tort commis. — C’est ce que, par le geste consacré, ils ont juré d’observer en toute loyauté, renouvelant par le présent traité le texte de l’ancien pacte corroboré par un serment ; sous réserve que chacun, selon sa condition personnelle, reste soumis, comme il convient, à son seigneur et lui rende les prestations auxquelles il est tenu. — De même, après commune délibération et d’un accord unanime, nous avons juré, statué et décidé que nous n’accepterions et ne reconnaîtrions en aucun cas dans lesdites vallées un juge qui aurait payé sa charge de quelque manière, soit en argent soit à quelque autre prix, ou qui ne serait pas de chez nous et membre de nos communautés. Si d’autre part un conflit surgit entre quelques-uns, les plus sages des confédérés doivent intervenir en médiateurs pour apaiser le différend de la façon qui leur paraîtra efficace ; et les autres confédérés doivent se tourner contre la partie qui repousserait leur sentence. — Outre tout cela, ils ont établi un statut commun, stipulant que celui qui, criminellement et sans provocation, commettra un meurtre, sera, si on a pu se saisir de lui, puni de mort comme son crime infâme l’exige ; à moins qu’il ne puisse prouver qu’il est innocent ; et s’il réussit à s’échapper, il lui est à jamais interdit de revenir au pays. Ceux qui accorderaient abri ou protection audit malfaiteur doivent être expulsés des vallées, aussi longtemps qu’ils n’auront pas été expressément rappelés par les confédérés. — Si quelqu’un, de jour ou dans le silence de la nuit, met criminellement le feu aux biens d’un confédéré, on ne doit plus jamais le considérer comme membre d’une de nos communautés. Et celui qui, dans nos vallées, prendrait le parti du dit malfaiteur et le protégerait devra indemniser la victime. — De plus, si l’un des confédérés en dépouille un autre de ses biens ou lui cause n’importe quel autre dommage, les biens du coupable que l’on pourra saisir dans les vallées doivent être mis sous séquestre pour dédommager la victime conformément au droit. — En outre, nul n’a le droit de saisie envers un autre confédéré, à moins que celui-ci ne soit notoirement son débiteur ou ne se soit porté caution envers lui ; et il ne doit le faire qu’en vertu d’un prononcé spécial du juge. — Outre cela, chacun est tenu d’obéir à son juge et doit, s’il est besoin, indiquer de quel juge il relève dans la vallée. Et si quelqu’un refuse de se soumettre au jugement rendu, et que l’un des confédérés subisse quelque dommage du fait de son obstination, tous les confédérés sont tenus de contraindre à réparation le récalcitrant. — Et surgisse une querelle ou une discorde entre quelques confédérés, si l’une des parties se refuse à tout arrangement par voie judiciaire ou par accommodement, les confédérés sont tenus de prendre fait et cause pour l’autre partie. — Les décisions ci-dessus consignées, prises dans l’intérêt et au profit de tous, doivent, si Dieu y consent, durer à perpétuité ; en témoignage et confirmation de quoi le présent acte, dressé à la requête des prénommés, a été muni des sceaux des trois communautés et vallées susdites. »

— Fait en l’an du Seigneur 1291 au début du mois d’août.

## Contexte historique
Pour un article plus général, voir Confédération des III cantons.
La mort de l’empereur Rodolphe Ier de Habsbourg le 15 juillet 1291, et les inquiétudes qu’elle provoqua, semblent avoir été à l’origine de cette alliance.
De tels pactes défensifs n’étaient pas rares à cette époque. Sur le territoire suisse, le plus ancien cas de populations s’alliant contre leur prince date de 1182 où, lors du Patto di Torre, les communautés du Val Blenio et de la Léventine, dans le Tessin actuel, se sont alliées pour lutter contre les seigneurs di Torre. D’autres confédérations sont apparues au XIIIe siècle sur le territoire de la Suisse actuelle : la plus connue est la « confédération bourguignonne », centrée sur Berne, qui regroupe une bonne partie de la Suisse occidentale dans un réseau d’alliances hétérogènes et non perpétuelles (Fribourg, Soleure, Neuchâtel, le pays de Vaud, le Valais, etc.).
Cette alliance des trois cantons contrôlant la route du col du Saint-Gothard nouvellement aménagée : Uri, Schwytz, qui donnera plus tard son nom au pays, et Nidwald sera mise en œuvre plus tard. Ces cantons confirmèrent leurs envies de liberté lors de la bataille de Morgarten, le 15 novembre 1315, au sud de Zurich, où quelque 1 500 montagnards suisses repoussèrent les troupes aguerries (entre 3 000 et 5 000 soldats) du duc Léopold Ier d’Autriche, seigneur de Habsbourg. Ce fut l’une des rares occasions, au Moyen Âge, où l’on put voir des communautés paysannes parvenir à s’émanciper de leur suzerain féodal. La victoire de Morgarten renforça la cohésion des trois cantons alpins, qui resserrèrent leur alliance le 9 décembre 1315 par l’adoption du pacte de Brunnen, rédigé cette fois en allemand. Elle leur rallia les cantons environnants et surtout les villes de Zurich, Bâle et Berne.
Les prédécesseurs de Rodolphe Ier avaient déjà accordé une franchise aux Waldstätten, chose rare, car plus souvent accordée à une seigneurie, mais le but était de s’allier une population gardienne de l’axe du Gothard. En tant qu’empereur, Rodolphe avait été obligé de confirmer les privilèges d’immédiateté impériale octroyés par ses prédécesseurs aux cantons d’Uri et Schwyz, ce qui assurait aux habitants une très large autonomie, mais il n’en cherchait pas moins à renforcer son contrôle sur ses protégés par l’intermédiaire de ses agents, les baillis étrangers à la région et recrutés parmi les ministériales. Les baillis impériaux n’hésitaient pas à intervenir dans les affaires de ces communautés d’hommes libres, jaloux de leur indépendance, à leur imposer de nouvelles charges ou redevances, et à empiéter sur leurs privilèges. Cette intervention permanente des baillis suscita de la part des habitants de vives résistances qui éclatèrent au grand jour au lendemain même de la mort de l’empereur.

## Utilisation politicienne
Dans un discours prononcé à l’occasion de la Fête nationale suisse de 2005, pour le 714e anniversaire du pacte, le Conseiller fédéral Christoph Blocher (UDC) utilise ce pacte pour souligner l’importance du refus de toute domination étrangère proclamé dans le pacte de 1291 : 
« L’idée essentielle de ce document historique porte sur la reconnaissance de notre propre responsabilité et sur le refus de toute domination étrangère. À l’époque, la question posée était simple. Il s’agissait de savoir qui devrait décider des relations internes des localités autour du lac des Quatre cantons. La réponse donnée à l’État des Habsbourg, apparemment organisé, harmonisé et unifié était une fin de non-recevoir claire et nette. »